# Subaru Rex
O Subaru Rex, conhecido também como Ace SX700, é um kei car produzido pela Subaru, entre  1972 a 1992. Foi feito exclusivamente para o mercado japonês, mas também foi vendido em outras países, como o Chile.
Alguma versões foram equipadas com transmissão continuamente variável (Câmbio CVT).
Em 1992 foi substituído pelo Subaru Vivio.

## Galeria
- Primeira geração (1972-1981)
- Segunda geração (1981-1985)
- Terceira geração (1986-1992)